# Тундуш
Тундуш — посёлок железнодорожной станции в Златоустовском городском округе Челябинской области России.

## География
Через посёлок протекает река Тундушка. Расстояние до окружного центра города Златоуста 34 км.

## История
Посёлок основан в 1889-1890 годах во время строительства Уфа-Златоустовской железной дороги в связи со строительством станции. Название посёлку и станции дано по реке Тундушке, в тюркский языках именуемой Тундушем.

## Население
| 2002 | 2010 |
| ---- | ---- |
| 267  | ↘249 |

По данным Всероссийской переписи, в 2010 году численность населения посёлка составляла 249 человек (120 мужчин и 129 женщин).

## Учреждения культуры
В посёлке действует библиотека — филиал ЦБС Златоустовского городского округа

## Улицы
Уличная сеть состоит из 15 улиц.

## Транспорт
В посёлке расположена одноимённая железнодорожная станция Южно-Уральской железной дороги.